# Lordsigillbevarare
Lordsigillbevarare (engelska: Lord Keeper of the Privy Seal, kortform: Lord Privy Seal) är ett av de traditionella sinekurämbetena i den brittiska regeringen. Ursprungligen hade ämbetets innehavare ansvar för monarkens personliga (privy) sigill (i motsats till det stora rikssigillet, Great Seal of the Realm, som finns i lordkanslerns omsorg).
Trots att det är ett av de äldsta statsämbetena någonstans har ämbetet – eftersom det numera inte har någon särskild funktion alltsedan monarkens privata sigill tagits ur bruk – i allmänhet använts som ett sinekurämbete vid sidan av ämbetsinnehavarens övriga ministerpost.  
Sedan Clement Attlees period som premiärminister har positionen som lordsigillbevarare ofta kombinerats med den som överhusets ledare (Leader of the House of Lords) eller som ledare av underhuset (Leader of the House of Commons).

## Innehavare av ämbetet sedan 1307
- William Melton (1307–1312)
- Roger Northburgh (1312–1316)
- Thomas Charlton (1316–1320)
- Robert Baldock (1320–1323)
- Robert Wodehouse (1323)
- Robert Ayleston (1323–1324)
- William Airmyn (1324–1325)
- Henry Cliff (1325)
- William Herlaston (1325–1326)
- Robert Wyvell (1326–1327)
- Richard Airmyn (1327–1328)
- Adam Lymbergh (1328–1329)
- Richard Bury, biskop av Durham (1329–1334)
- Robert Ayleston (1334)
- Robert Tawton (1334–1335)
- William de la Zouch (1335–1337)
- Richard Bintworth (1337–1338)
- William Kilsby (1338–1342)
- John Avford (1342–1344)
- Thomas Hatfield (1344–1345)
- John Thoresby (1345–1347)
- Simon Islip, ärkebiskop av Canterbury (1347–1350)
- Michael Northburgh (1350–1354)
- Thomas Bramber (1354–1355)
- John Winwick (1355–1360)
- John Buckingham, biskop av Lincoln (1360–1363)
- William av Wykeham (1363–1367)
- Peter Lacy (1367–1371)
- Nicholas Carew (1371–1377)
- John Fordham (1377–1381)
- William Dighton (1381–1382)
- Walter Skirclaw, biskop av Coventry och Lichfield (1382–1386)
- John Waltham, biskop av Salisbury (1386–1389)
- Edmund Stafford, biskop av Exeter (1389–1396)
- Guy Mone (1396–1397)
- Richard Clifford (1397–1401)
- Thomas Langley (1401–1405)
- Nicholas Bubwith (1405–1406)
- John Prophet (1406–1415)
- John Wakering, biskop av Norwich (1415–1416)
- Henry Ware (1416–1418)
- John Kemp, biskop av Rochester (1418–1412)
- John Stafford (1421–1422)
- William Alnwick, biskop av Norwich (1422–1432)
- William Lyndwood, biskop av St David's (1432–1443)
- Thomas Beckington, biskop av Bath och Wells (1443–1444)
- Adam Moleyns, biskop av Chichester (1444–1450)
- Ochrew Holes (1450–1452)
- Thomas Lisieux (1452–1456)
- Laurence Booth, biskop av Durham (1456–1460)
- Robert Stillington, biskop av Bath och Wells (1460–1467)
- Thomas Rotheram, biskop av Rochester (1467–1470)
- John Hales, biskop av Coventry och Lichfield (1470–1471)
- Thomas Rotheram, biskop av Rochester (1471–1474)
- John Russell, biskop av Rochester, senare biskop av Lincoln (1473–1483)
- John Gunthorp (1483–1485)
- Peter Courtenay, biskop av Exeter (1485–1487)
- Richard Fox, biskop av Exeter, senare biskop av Bath och Wells, biskop av Durham och biskop av Winchester (1487–1516)
- Thomas Ruthall, biskop av Durham (1516–1523)
- Henry Marney, 1:e baron Marney (1523)
- Cuthbert Tunstall, biskop av London (1523–1530)
- Thomas Boleyn, 1:e earl av Wiltshire (1530–1536)
- Thomas Cromwell, 1:e earl av Essex 1536–1540)
- William Fitzwilliam, 1:e earl av Southampton (1540–1542)
- John Russell, 1:e earl av Bedford (1542–1555)
- William Paget, 1:e baron Paget (1555–1558)
- William Cecil, 1:e baron Burghley (1571–1572)
- William Howard, 1:e baron Howard av Effingham (1572–1573)
- Sir Thomas Smith (1573–1576)
- Francis Walsingham (1576–1590)
- William Cecil, 1:e baron Burghley (1590–1598)
- Robert Cecil, 1:e earl av Salisbury (1598–1608)
- Henry Howard, 1:e earl av Northampton (1608–1614)
- Robert Carr, 1:e earl av Somerset (1614–1616)
- Edward Somerset, 4:e earl av Worcester (1616–1625)
- Sir John Coke (1625–1628)
- Sir Robert Naunton (1628)
- Henry Montagu, 1:e earl av Manchester (1628–1642)
- Lucius Cary, 2:e viscount Falkland (1643)
- Sir Edward Nicholas (1643–1644)
- Henry Bourchier, 5:e earl av Bath (1644–1654)
- John Robartes, 2:e baron Robartes (1661–1673)
- Arthur Annesley, 1:e earl av Anglesey (1673–1682)
- George Savile, 1:e markis av Halifax (1682–1685)
- Henry Hyde, 2:e earl av Clarendon (1685–1687)
- Henry Arundell, 3:e baron Arundell av Wardour (1687–1688)
- George Savile, 1:e markis av Halifax (1689–1690)
- In Commission 1690–1692
- Thomas Herbert, 8:e earl av Pembroke (1692–1699)
- John Lowther, 1:e viscount Lonsdale (1699–1700)
- Ford Grey, 1:e earl av Tankerville (1700–1701)
- In Commission 1701–1702
- John Sheffield, 1:e hertig av Buckingham och Normanby (1702–1705)
- John Holles, 1:e hertig av Newcastle (1705–1711)
- John Robinson, biskop av Bristol (1711–1713)
- William Legge, 1:e earl av Dartmouth (1713–1714)
- Thomas Wharton, 1:e markis av Wharton (1714–1715)
- In Commission 1715
- Charles Spencer, 3:e earl av Sunderland (1715–1716)
- Evelyn Pierrepont, 1:e hertig av Kingston-upon-Hull (1716–1719)
- Henry Grey, 1:e hertig av Kent (1719–1720)
- Evelyn Pierrepont, 1:e hertig av Kingston-upon-Hull (1720–1726)
- Thomas Trevor, 1:e baron Trevor (1726–1730)
- Spencer Compton, 1:e earl av Wilmington (1730–1731)
- In Commission 1731
- William Cavendish, 3:e hertig av Devonshire (1731–1733)
- Henry Lowther, 3:e viscount Lonsdale (1733–1735)
- Francis Godolphin, 2:e earl av Godolphin (1735–1740)
- John Hervey, 2:e baron Hervey av Ickworth (1740–1742)
- John Leveson-Gower, 2:e baron Gower (1742–1743)
- George Cholmondeley, 3:e earl av Cholmondeley (1743–1744)
- John Leveson-Gower, 1:e earl Gower (1744–1755)
- Charles Spencer, 3:e hertig av Marlborough (1755)
- Granville Leveson-Gower, 2:e earl Gower (1755–1757)
- Richard Grenville-Temple, 2:e earl Temple (1757–1761)
- In Commission 1761
- John Russell, 4:e hertig av Bedford (1761–1763)
- George Spencer, 4:e hertig av Marlborough (1763–1765)
- Thomas Pelham-Holles, 1:e hertig av Newcastle (1765–1766)
- William Pitt, 1:e earl av Chatham (1766–1768)
- George William Hervey, 5:e earl av Bristol (1768–1770)
- George Montague-Dunk, 2:e earl av Halifax (1770–1771)
- Henry Howard, 12:e earl av Suffolk (1771)
- Augustus Henry Fitzroy, 3:e hertig av Grafton (1771–1775)
- William Legge, 2:e earl av Dartmouth (1775–1782)
- Augustus Henry FitzRoy, 3:e hertig av Grafton (1782–1783)
- Frederick Howard, 5:e earl av Carlisle (1783)
- Charles Manners, 4:e hertig av Rutland (1783–1784)
- In Commission 1784
- Granville Leveson-Gower, 1:e markis av Stafford (1784–1794)
- George John Spencer, 2:e earl Spencer (1794)
- John Pitt, 2:e earl av Chatham (1794–1798)
- John Fane, 10:e earl av Westmorland (1798–1806)
- Henry Addington, 1:e viscount Sidmouth (1806)
- Henry Vassall-Fox, 3:e baron Holland (1806–1807)
- John Fane, 10:e earl av Westmorland (1807–1827)
- William Cavendish-Scott-Bentinck, 4:e hertig av Portland (1827)
- George Howard, 6:e earl av Carlisle (1827–1828)
- Edward Law, 2:e baron Ellenborough (1828–1829)
- James St Clair-Erskine, 2:e earl av Rosslyn (1829–1830)
- John George Lambton, 1:e baron Durham (1830–1833)
- Frederick John Robinson, 1:e earl av Ripon (1833–1834)
- George Howard, 6:e earl av Carlisle (1834)
- Constantine Henry Phipps, 2:e earl av Mulgrave (1834)
- James Stuart-Wortley-Mackenzie, 1:e baron Wharncliffe (1834–1835)
- John William Ponsonby, viscount Duncannon (1835–1840)
- George Villiers, 4:e earl av Clarendon (1840–1841)
- Richard Temple-Nugent-Brydges-Chandos-Grenville, 2:e hertig av Buckingham och Chandos (1841–1842)
- Walter Francis Montagu-Douglas-Scott, 5:e hertig av Buccleuch (1842–1846)
- Thomas Hamilton, 9:e earl av Haddington (1846)
- Gilbert Elliot-Murray-Kynynmound, 2:e earl av Minto (1846–1852)
- James Brownlow William Gascoyne-Cecil, 2:e markis av Salisbury (1852)
- George Douglas Campbell, 8:e hertig av Argyll (1853–1855)
- Dudley Ryder, 2:e earl av Harrowby (1855–1858)
- Ulick John de Burgh, 1:e markis av Clanricarde (1858)
- Charles Philip Yorke, 4:e earl av Hardwicke (1858–1859)
- George Douglas Campbell, 8:e hertig av Argyll (1859–1866)
- James Howard Harris, 3:e earl av Malmesbury (1866–1868)
- John Wodehouse, 1:e earl av Kimberley (1868–1870)
- Charles Wood, 1:e viscount Halifax (1870–1874)
- James Howard Harris, 3:e earl av Malmesbury (1874–1876)
- Benjamin Disraeli, 1:e earl av Beaconsfield (1876–1878)
- Algernon George Percy, 6:e hertig av Northumberland (1878–1880)
- George Douglas Campbell, 8:e hertig av Argyll (1880–1881)
- Chichester Parkinson-Fortescue, 1:e baron Carlingford (1881–1885)
- Archibald Primrose, 5:e earl av Rosebery (1885)
- Dudley Ryder, 3:e earl av Harrowby (1885–1886)
- William Ewart Gladstone (1886)
- George Henry Cadogan, 5:e earl Cadogan (1886–1892)
- William Ewart Gladstone (1892–1894)
- Edward Marjoribanks, 2:e baron Tweedmouth (1894–1895)
- Richard Assheton Cross, 1:e viscount Cross (1895–1900)
- Robert Arthur Talbot Gascoyne-Cecil, 3:e markis av Salisbury (1900–1902)
- Arthur Balfour (1902–1903)
- James Edward Hubert Gascoyne-Cecil, 4:e markis av Salisbury (1903–1905)
- George Frederick Samuel Robinson, 1:e markis av Ripon (1905–1908)
- Robert Crewe-Milnes, 1:e earl av Crewe (1908–1911)
- Charles Robert Wynn-Carrington, 1:e earl Carrington (1911–1912)
- Robert Crewe-Milnes, 1:e markis av Crewe (1912–1915)
- George Nathaniel Curzon, 1:e earl Curzon (1915–1916)
- David Lindsay, 27:e earl av Crawford (1916–1919)
- Andrew Bonar Law (1919–1921)
- Austen Chamberlain (1921–1922)
- Robert Cecil, 1:e viscount Cecil av Chelwood (1922–1924)
- John Robert Clynes (1924)
- James Edward Hubert Gascoyne-Cecil, 4:e markis av Salisbury (1924–1929)
- James Henry Thomas (1929–1930)
- Vernon Hartshorn (1930–1931)
- Thomas Johnston (1931)
- William Wellesley Peel, 1:e earl Peel (1931)
- Philip Snowden, 1:e viscount Snowden (1931–1932)
- Stanley Baldwin (1932–1934)
- Anthony Eden (1934–1935)
- Charles Vane-Tempest-Stewart, 7:e markis av Londonderry (1935)
- Edward Frederick Lindley Wood, 3:e viscount Halifax (1935–1937)
- Herbrand Sackville, 9:e earl De La Warr (1937–1938)
- Sir John Anderson (1938–1939)
- Sir Samuel Hoare (1939–1940)
- Sir Kingsley Wood (1940)
- Clement Attlee (1940–1942)
- Sir Stafford Cripps (1942)
- Robert Arthur James Gascoyne-Cecil, viscount Cranborne (1942–1943)
- William Maxwell Aitken, 1:e baron Beaverbrook (1943–1945)
- Arthur Greenwood (1945–1947)
- Philip Inman, 1:e baron Inman (1947)
- Christopher Addison, 1:e viscount Addison (1947–1951)
- Ernest Bevin (1951)
- Richard Stokes (1951)
- Robert Arthur James Gascoyne-Cecil, 5:e markis av Salisbury (1951–1952
- Harry Crookshank (1952–1955)
- Rab Butler (1955–1959)
- Quintin Hogg, 2:e viscount Hailsham (1959–1960)
- Edward Heath (1960–1963)
- Selwyn Lloyd (1963–1964)
- Francis Pakenham, 7:e earl av Longford (1964–1965)
- Sir Frank Soskice (1965–1966)
- Francis Pakenham, 7:e earl av Longford (1966–1968)
- Edward Shackleton, baron Shackleton (1968)
- Fred Peart (1968)
- Edward Shackleton, baron Shackleton (1968–1970)
- George Jellicoe, 2:e earl Jellicoe (1970–1973)
- David Hennessy, 3:e baron Windlesham (1973–1974)
- Malcolm Shepherd, 2:e baron Shepherd (1974–1976)
- Fred Peart, baron Peart (1976–1979)
- Sir Ian Gilmour (1979–1981)
- Humphrey Atkins (1981–1982)
- Janet Young, baronessan Young (1982–1983)
- John Biffen (1983–1987)
- John Wakeham (1987–1988)
- John Ganzoni, 2:e baron Belstead (1988–1990)
- David Waddington, baron Waddington (1990–1992)
- John Wakeham, baron Wakeham (1992–1994)
- Robert Gascoyne-Cecil, viscount Cranborne (1994–1997)
- Ivor Richard, baron Richard (1997–1998)
- Margaret Jay, baronessan Jay av Paddington (1998–2001)
- Gareth Wyn Williams, baron Williams av Mostyn (2001–2003)
- Peter Hain (2003–2005)
- Geoff Hoon (2005–2006)
- Jack Straw (2006–2007)
- Harriet Harman (2007–2010)
- George Young (2010–2012)
- Andrew Lansley (2012–2014)
- Tina Stowell, baronessan Stowell av Beeston (2014–2016)
- Natalie Evans, baronessan Evans av Bowes Park (2016–2022)
- Lord True (2022–2024)
- Angela Smith, baronessan Smith av Basildon (2024– )